# Altona (auto)
De Altona was een Belgische automerk uit Borgerhout bij Antwerpen. Altona Motors Antwerp werd opgericht eind jaren dertig door de heer De Belder, voorheen ingenieur-ontwerper bij Minerva.
Voor de Tweede Wereldoorlog produceerde het aanhangwagens en driewielerbestelwagens in licentie van Goliath, een automerk van autoconstructeur Carl Borgward. Borgward was afkomstig van Altona nabij Hamburg, vandaar de merknaam.
Na de oorlog, in 1946, presenteerde Altona een luchtgekoelde 800CC driewieler met kettingaandrijving.  Het koetswerk bestond uit staalplaat over een houten frame en een canvas dak. Er werd slechts één prototype van gebouwd, geen productiemodellen. De Altona Condor was geen kleine driewieler, hij is bijna twee meter breed en vier meter lang.

De Altona Condor uit 1947:
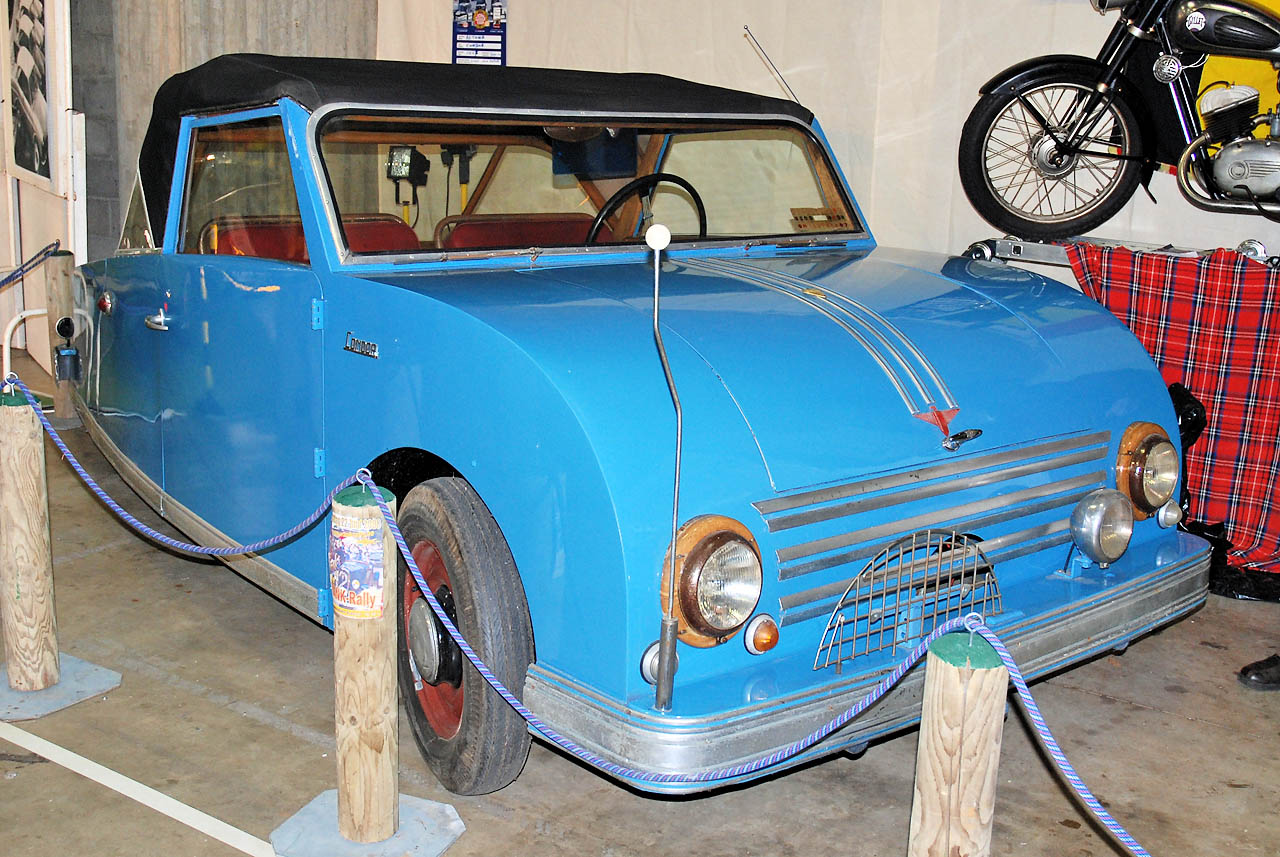
Vooraanzicht
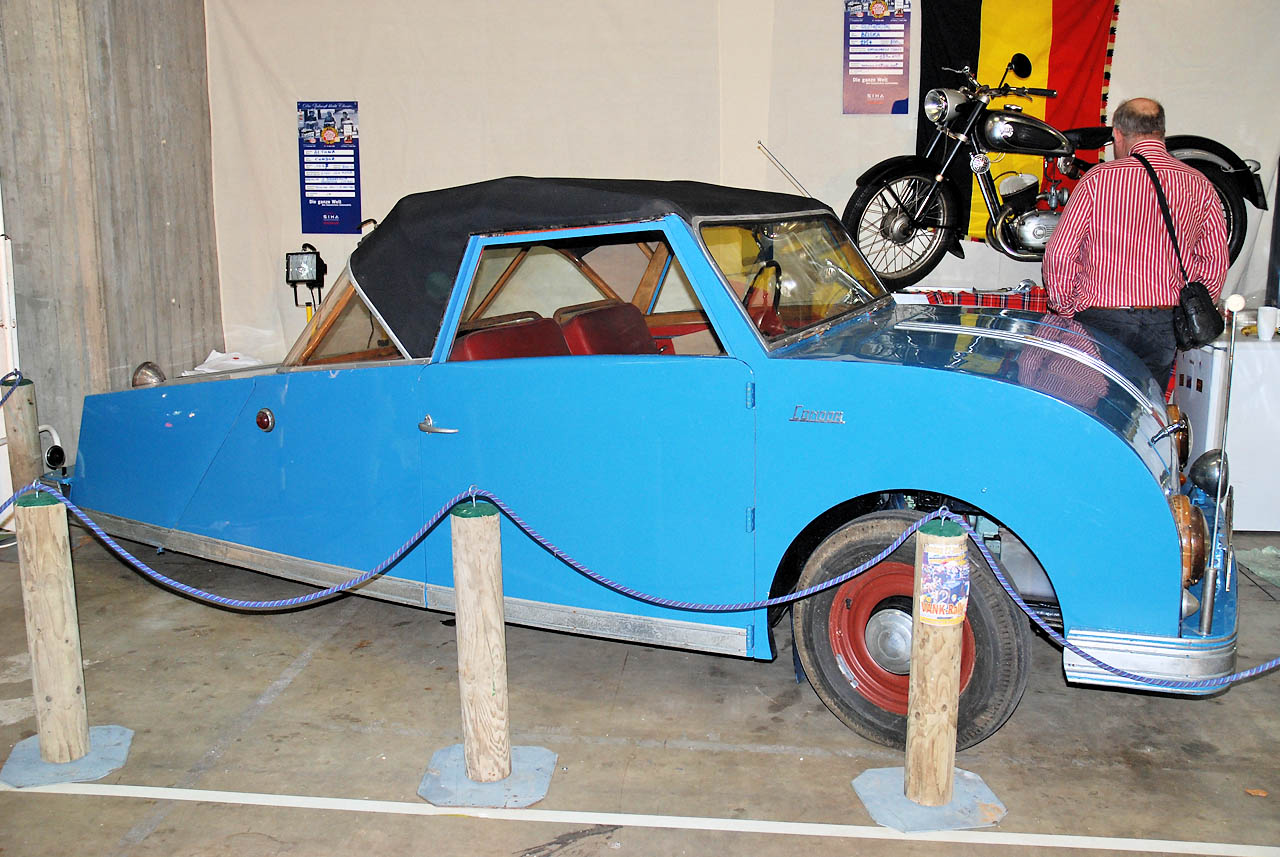
Zijaanzicht
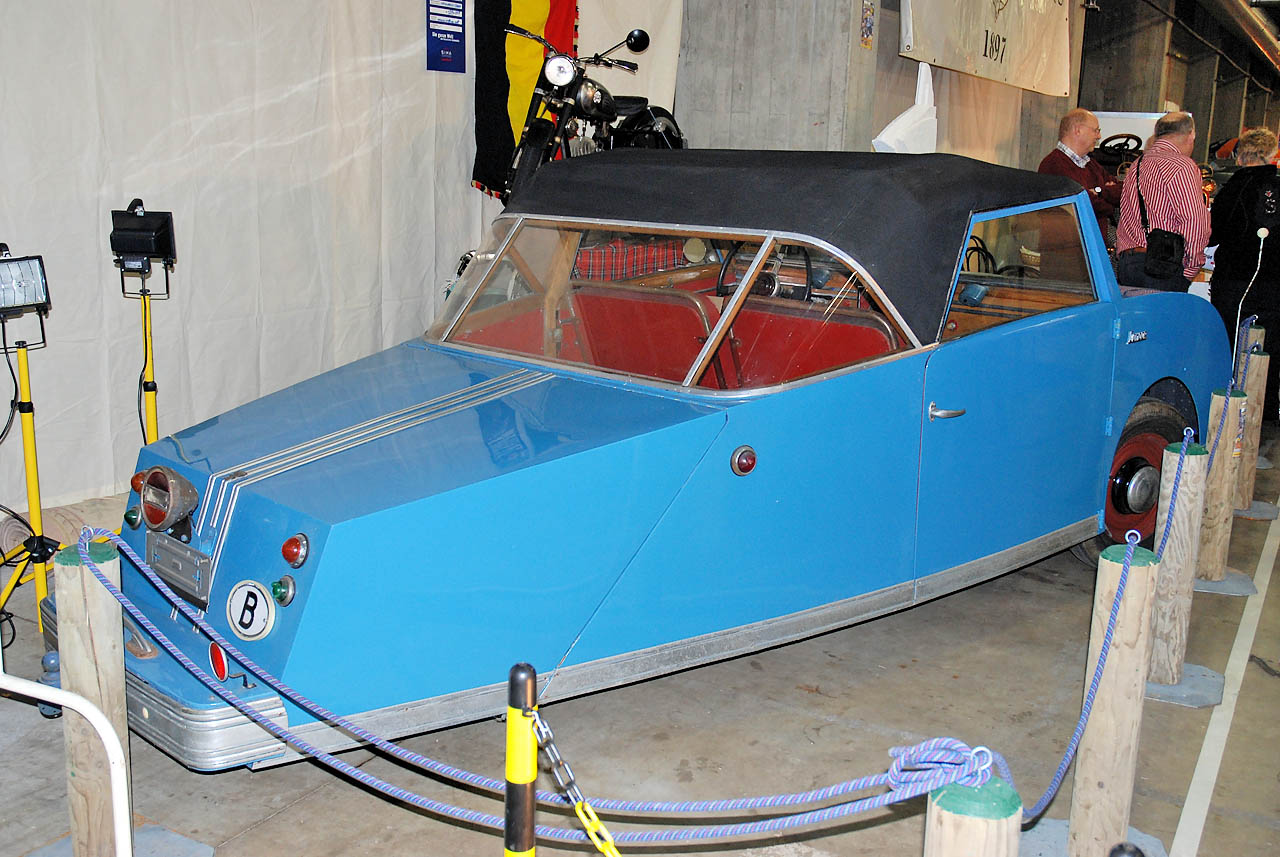
Achteraanzicht